# Землетрясения в Оахака (2010)
Землетрясения в Оахака 2010 года — ряд мощных землетрясений магнитудой до 6,3, произошедших в 2010 году в мексиканском штате Оахака.
Самое мощное из них, магнитудой 6,3 произошло 30 июня 2010 года в 07:22:27 (UTC) в 2,9 км к востоку-юго-востоку от Сан-Агустин-Чайуко. Гипоцентр землетрясения находился на глубине 20,0 километров. 
Землетрясение ощущалось в Пинотепа-Насиональ, Экатепек-де-Морелос, Несауалькойотль, Тлальнепантла-де-Бас, Веракрус, Чолула, Куэрнавака, Уискилукан, Хикильпан-де-Хуарес, Мехико, Наукальпан, Оахака, Пуэбла-де-Сарагоса. Подземные толчки ощущались на территории центральной и южной Мексики, вплоть до Гвадалахары и Сан-Кристобаль-де-лас-Касас.
В Мехико было эвакуировано несколько зданий. В Аскапоцалько, Истапалапа, Бенито Хуарес произошли отключения подачи электроэнергии, появились трещины в зданиях. В результате землетрясения 1 человек погиб в Сан-Андрес-Уахпальтепек. Экономический ущерб составил менее 0,5 млн долларов США.

## Прочие землетрясения

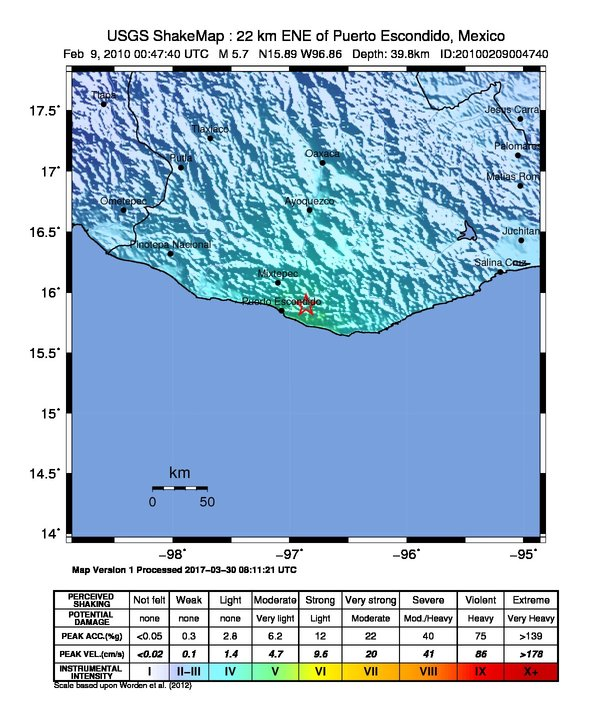
Карта подземных толчков 9 февраля 2010 года

9 февраля 2010 года в 00:47:40 (UTC) произошло землетрясение магнитудой 5,7 в 8,4 км к востоку от Санта-Мария-Колотепек и в 23,3 км к востоку от Пуэрто-Эскондидо. Гипоцентр землетрясения находился на глубине 39,8 километров. Землетрясение ощущалось в Пуэрто-Эскондидо, Уатулько, Сан-Педро-Почутла, Митла, Оахака, Мехико, Бока дель Рио, Коатепеке, Кордова, Икстаксокитлан, Халапа-Энрикес, Орисаба, Пуэбла, Тлаколула де Матаморос, Веракрусе, Санта Крус Хоксокотлан.
В результате землетрясения сообщений о жертвах не поступало. Экономический ущерб составил менее 1,15 млн долларов США.

## Тектонические условия региона
Расположенная на трёх больших тектонических плитах, Мексика является одним из самых сейсмически активных регионов мира. Относительное движение этих плит вызывает частые землетрясения и извержения вулканов. Большая часть территории Мексики находится на Северо-Американской платформе, движущейся на запад. Дно Тихого океана к югу от Мексики перемещается на северо-восток с помощью плиты Кокос. Поскольку океаническая кора достаточно плотная, то когда дно Тихого океана сталкивается с более лёгкой континентальной корой мексиканской суши, дно океана опускается под североамериканскую плиту, создавая глубокий Центральноамериканский жёлоб вдоль южного побережья Мексики. Также в результате этого сближения образуются горные цепи южной Мексики и возникают землетрясения у южного побережья Мексики. По мере того как океаническая кора уходит вниз, она плавится; расплавленный материал затем вытесняется вверх из-за слабости вышележащей континентальной коры. В результате этого процесса в южной и центральной Мексике возникла зона вулканов, известная как Поперечная Вулканическая Сьерра.
Область к западу от Калифорнийского залива, включая мексиканский полуостров Нижняя Калифорния, движется на северо-запад вместе с Тихоокеанской плитой со скоростью около 50 мм в год. Здесь тихоокеанская и североамериканская плита вступают во взаимодействие, создавая разломы, в том числе южное продолжение разлома Сан-Андреас. В прошлом это относительное движение платформ оттягивало Нижнюю Калифорнию от побережья, в результате чего образовался Калифорнийский залив, а сегодня это взаимодействие является причиной землетрясений в регионе Калифорнийского залива.
Мексика имеет долгую историю разрушительных землетрясений и извержений вулканов. В сентябре 1985 года в Мехико в результате землетрясения магнитудой 8,0 погибли более 9500 человек. В южной Мексике вулкан Колима и Эль-Чичон начали извержения в 2005 и 1982 годах соответственно. Вулкан Парикутин, к западу от Мехико, проявил активность в 1943 году; десятилетие спустя этот новый вулкан вырос до высоты 424 метра. Вулканы Попокатепетль и Истаксиуатль, расположенные к юго-востоку от Мехико, иногда выпускают газ, который хорошо виден из города, что напоминает о продолжающейся вулканической активности. В 1994 и 2000 годах Попокатепетль возобновил свою деятельность, заставив людей эвакуироваться из близлежащих городов. Сейсмологи и правительственные чиновники были обеспокоены влиянием крупномасштабного извержения на густонаселенный регион. Вулкан Попокатепетль последний раз извергался в 2010 году.